# Pierre Conté
Pour les articles homonymes, voir Conté et Pierre Conte.
Pierre Conté est un danseur, chorégraphe, théoricien du mouvement et compositeur français, né à Montberon le 3 janvier 1891 et mort à Paris 6e le 12 août 1971.

## Biographie
Formé à la musique et à la danse traditionnelles, il découvre, après la Première Guerre mondiale, les travaux de Marey sur la biomécanique et, plus tard, ceux de Rudolf Laban sur la notation du mouvement.
Outre plusieurs chorégraphies et des musiques pour les films de Jean Painlevé, Conté a conçu son propre système d'écriture du mouvement et publié plusieurs ouvrages théoriques sur le mouvement. Son système de notation fait l'objet d'une fiche à l'Inventaire du patrimoine culturel immatériel en France.
Il sut également établir les quatre facteurs de la musique, les quatre facteurs de la danse (dont trois communs avec la musique), et aussi établir la définition de la danse la plus rigoureuse et constructive, même à ce jour.

## Publications
- Écriture de la danse théâtrale et de la danse en général, Niort, 1931, réédité en 2000.
- La danse et ses lois, Paris, 1952.
- Technique générale du mouvement, Paris, 1954.
- Danses anciennes de cour et de théâtre en France, Paris, 1974.
- Les Feuilles de mon jardin, Saint-Seurin-de-Cadourne, 1977.

## Œuvres chorégraphiques
- La Valse (musique de Maurice Ravel)
- Variations chromatiques (musique de Georges Bizet)
- Pastorale (musique de César Franck)

## Œuvres musicales
- Requiem
- Rhapsodie pyrénéenne